# Hans Wißmann
Hans Wißmann (* 15. Dezember 1944 in Warnsdorf) ist ein deutscher Religionswissenschaftler.

## Leben
Wißmann studierte evangelische Theologie, Religionswissenschaft und Sprachwissenschaft in Berlin, Tübingen und Heidelberg. Von 1974 bis 1987 war er Lexikonredakteur beim Verlag Bibliographisches Institut AG, Mannheim. Nach der Promotion (Dr. phil.: Die „Colloquios“ des Padre Fray Bernardino de Sahagún als religionsgeschichtliche Quelle) 1977 in Heidelberg und der Habilitation 1985 im Fach Religionswissenschaft (Heidelberg) war er von 1987 bis 2011 Professor für Religionswissenschaft und Missionswissenschaft am Fachbereich Evangelische Theologie der Johannes Gutenberg-Universität Mainz.
Seine Forschungsschwerpunkte sind mittelamerikanische Religionsgeschichte und neue Religionen.

## Schriften (Auswahl)
- Sind doch die Götter auch gestorben. Das Religionsgespräch der Franziskaner mit den Azteken von 1524 (= Missionswissenschaftliche Forschungen. Band 15). Gütersloher Verlagshaus Gerd Mohn, Gütersloh 1981, ISBN 978-3-579-00235-4 (Zugleich Dissertation, Universität Heidelberg 1977).
- Die Auferstehung im Lichte der Religionsgeschichte. In: Wolfgang Böhme (Hrsg.): Auferstehung – Wirklichkeit oder Illusion? (= Herrenalber Texte. Band 34). Evangelische Akademie Baden, Karlsruhe 1981, ISBN 978-3-88450-034-7, S. 9–31.
- (Hrsg.): Zur Erschließung von Zukunft in den Religionen. Zukunftserwartung und Gegenwartsbewältigung in der Religionsgeschichte. Königshausen und Neumann, Würzburg 1991, ISBN 978-3-88479-565-1.
- (Hrsg.): Krieg und Religion. Königshausen und Neumann, Würzburg 1994, ISBN 978-3-88479-766-2, Verf. Aufsatz: Die kosmologische Bedeutung des Krieges bei den Azteken, S. 97–112.